# 夢前七福神
夢前七福神（ゆめさきしちふくじん）は、兵庫県姫路市夢前町の7箇寺によって1990年（平成2年）に発足した七福神めぐりの札所である。札所寺院は夢前町の各地区毎に一箇所程度あり、全てを巡礼すると夢前町を一周する形になる。

## 夢前七福神の一覧
| 札所   | 神       | 山号   | 寺院名 | 本尊         | 宗派           | 所在地                                   |
| ------ | -------- | ------ | ------ | ------------ | -------------- | ---------------------------------------- |
| 第一番 | 布袋尊   | 通宝山 | 弥勒寺 | 弥勒菩薩     | 天台宗         | 〒671-2116 兵庫県姫路市夢前町寺1051      |
| 第二番 | 寿老人   | 莇野山 | 正覚寺 | 阿弥陀如来   | 天台宗         | 〒671-2131 兵庫県姫路市夢前町戸倉419     |
| 第三番 | 福禄寿   | 金林山 | 真楽寺 | 大日如来     | 高野山真言宗   | 〒671-2101 兵庫県姫路市夢前町山之内己527 |
| 第四番 | 毘沙門天 | 八正山 | 生福寺 | 地蔵菩薩     | 高野山真言宗   | 〒671-2101 兵庫県姫路市夢前町山之内甲442 |
| 第五番 | 大黒天   | 百丈山 | 臨斉寺 | 聖観世音菩薩 | 臨済宗妙心寺派 | 〒671-2102 兵庫県姫路市夢前町新庄1468-4  |
| 第六番 | 恵比寿   | 一乗山 | 蓮華寺 | 地蔵菩薩     | 天台宗         | 〒671-2111 兵庫県姫路市夢前町杉之内291   |
| 第七番 | 弁財天   | 冨田山 | 性海寺 | 千手観音     | 天台宗         | 〒671-2121 兵庫県姫路市夢前町宮置812     |

## 霊場の文化財
- 国指定文化財
  - 本堂 - 弥勒寺
  - 木造弥勒仏及両脇侍像 - 弥勒寺
- 県指定文化財
  - 開山堂厨子 - 弥勒寺
  - 石造無縫塔 - 臨斉寺
- 市指定文化財
  - 開山堂 - 弥勒寺
  - 護法堂 - 弥勒寺
  - 宝塔 - 弥勒寺
  - 石幢 - 弥勒寺